# Младший воентехник
Младший воентехник — воинское звание в Рабоче-Крестьянской Красной Армии и Рабоче-Крестьянском Красном флоте СССР для инженерно-технического состава. Введено Постановлением ЦИК СССР и СНК СССР от 22 сентября 1935 года «О введении персональных военных званий начальствующего состава РККА». Отменено: в РККФ — Указом Президиума Верховного совета СССР от 7 мая 1940 года «Об установлении воинских званий высшего командного состава Красной армии».
Ниже воентехника 2-го ранга. Соответствовало званию младший лейтенант в советском, российском и иностранных сухопутных армиях и военно-морских флотах.

## Знаки различия
Знаки различия в Красной Армии представляли собой один металлический квадрат красной эмали на петлицах. Вверху петлицы располагается технический знак. Петлицы с кантом — расцветкой по роду войск и служб. 
В РККФ — нарукавный знак золотого (для корабельных служб и служб флота) или серебряного (для береговой охраны) галуна со звездочкой на малиновой подкладке. На синем кителе и тужурке галун располагался по окружности рукава; на шинели, бушлате и белом кителе длина галуна — 8 мм.
| РККА                           | РККА              | РККФ            |
| Петлица на гимнастерку и френч | Петлица на шинель | Нарукавный знак |
| ------------------------------ | ----------------- | --------------- |
|                                |                   |                 |